# Persone uccise negli anni di piombo (1969)
Di seguito viene riportata una sintetica cronologia delle vittime  durante gli anni di piombo nel 1969 in Italia, includendo sia persone vittime per azioni violente e sia quelle la cui morte è messa in relazione a eventi collegabili alle problematiche degli anni di piombo.

## Vittime del 1969
| Data         | Nome comune                 | Località    | Responsabili                                        | Vittime | Note |
| ------------ | --------------------------- | ----------- | --------------------------------------------------- | --- | --- |
| 27 febbraio  | Morte di Domenico Congedo   | Roma        | Forze dell'ordine                                   | Domenico Congedo (manifestante) | Nella capitale alcuni studenti protestano contro la visita del presidente statunitense Richard Nixon: ne nasce uno scontro con le forze dell'ordine che porterà alla morte lo studente Domenico Congedo, 24 anni, che precipita dalla finestra della facoltà di Magistero. |
| 9 aprile     | Scontri di Battipaglia      | Battipaglia | Forze dell'ordine                                   | Carmine Citro e Teresa Ricciardi (civili) | Durante uno sciopero per la chiusura di una ditta produttrice di tabacchi e di uno zuccherificio migliaia di dimostranti scendono in piazza per chiedere posti di lavoro: mentre a Roma è presente una delegazione per discutere con il Ministro dell'Industria, in paese nascono gravi disordini, intervengono le forze dell'ordine e negli scontri muoiono il tipografo Carmine Citro (19 anni) e l'insegnante Teresa Ricciardi. |
| 13 settembre | Morte di Alberto Muraro     | Padova      | Ignoti                                              | Alberto Muraro (civile) | Il corpo di Alberto Muraro è ritrovato senza vita nella tromba delle scale del condominio dove lavorava come portinaio. Poco tempo prima, Alberto Muraro era stato testimone nel caso Fachini-Juliano. Il caso verrà archiviato come incidente nonostante i molti dubbi. |
| 27 ottobre   | Uccisione di Cesare Pardini | Pisa        | Forze dell'ordine                                   | Cesare Pardini (manifestante) | Il manifestante, iscritto alla facoltà di Legge, muore durante il trasporto in ospedale. |
| 19 novembre  | Morte di Antonio Annarumma  | Milano      | Unione dei Comunisti Italiani                       | Antonio Annarumma (poliziotto) | Qualcuno fa risalire a questo episodio l'inizio degli anni di piombo. L'estrema sinistra indicò come causa della morte un incidente con un altro mezzo delle forze dell'ordine, ma questa tesi fu sconfessata dalla perizia medico-legale dei medici Caio Mario Cattabeni, Raineri Luvoni e Romeo Pozzato: «Annarumma è stato ucciso da un oggetto contundente usato come una vera e propria lancia. L'oggetto... l'ha colpito con violenza alla regione parietale destra, poco sopra l'occhio, procurandogli una vasta ferita con fuoruscita di materia cerebrale». |
| 12 dicembre  | Strage di piazza Fontana    | Milano      | Carlo Digilio e altri membri ignoti di Ordine Nuovo | Giovanni Arnoldi, Giulio China, Eugenio Corsini, Pietro Dendena, Carlo Gaiani, Calogero Galatioto, Carlo Garavaglia, Paolo Gerli, Luigi Meloni, Vittorio Mocchi, Gerolamo Papetti, Mario Pasi, Carlo Perego, Oreste Sangalli, Angelo Scaglia, Carlo Silva e Attilio Valè (civili) | Verrà accertata la responsabilità dei neofascisti Carlo Digilio (diventato collaboratore di giustizia), Franco Freda e Giovanni Ventura (come organizzatori della strage, non più processabili essendo stati assolti con sentenza definitiva nel 1987). Tuttavia i nomi degli esecutori materiali e dei mandanti non sono mai stati scoperti. |
| 15 dicembre  | Morte di Giuseppe Pinelli   | Milano      | Ignoti                                              | Giuseppe Pinelli (anarchico) | Nella notte tra il 15 ed il 16 dicembre, Giuseppe Pinelli precipita da una finestra, al quarto piano, della Questura di Milano, in via Fatebenefratelli. Per molti anni si è parlato di suicidio o di omicidio, Dopo anni di indagine, la causa della morte è stata ricondotta ad un "malore attivo". Giuseppe Pinelli era stato fermato nelle ore successive alla Strage di piazza Fontana. |